# Ilm (dopływ Soławy)
Ilm – rzeka przepływająca przez kraj związkowy Turyngia, w Niemczech, lewy dopływ Soławy. Rzeka bierze swój początek w Lesie Turyńskim. Całkowita długość rzeki wynosi 128,7 km. Ilm uchodzi do Soławy nieopodal miejscowości Bad Kösen.
Większe miasta leżące nad rzeką Ilm to Ilmenau, Stadtilm, Kranichfeld, Bad Berka, Weimar, Apolda i Bad Sulza.
Doliną rzeki Ilm biegnie droga krajowa nr 87 z Ilmenau do Lipska oraz dwie linie kolejowe: Ilmbahn, Kranichfeld, Weimar oraz kolej pośpieszna z Berlina do Frankfurtu nad Menem, przez Weimar i Großheringen.